# Dianthus excelsus
Dianthus excelsus är en nejlikväxtart som beskrevs av Hooper. Dianthus excelsus ingår i släktet nejlikor, och familjen nejlikväxter. Inga underarter finns listade i Catalogue of Life.